# Boumba Bek nationalpark
Boumba Bek nationalpark är en nationalpark i Kamerun.   Den ligger i departementet Département de la Boumba-Ngoko och regionen Östra regionen, i den sydöstra delen av landet, 400 km öster om huvudstaden Yaoundé. Boumba Bek National Park ligger 627 meter över havet. Arean är 2 383 kvadratkilometer.